# فهرست مطبوعات فارس
روزنامه‌نگاری فارس دیرینگی بیشتری از چاپ و نشر مطبوعات استان فارس دارد. ۴۳ سال قبل از انتشار مطبوعات در ایران و ۷۸ سال پیش از نشر المنطبعه فی الفارس (اولین روزنامهٔ فارس)، یک شیرازی، نخستین نشریهٔ ارمنی جهان را در مدرس هند منتشر کرد. بنا بر منابع ارمنی، نشریه آزاد ارار (خبرنامه) که اولین شماره‌اش در ۱۶ اکتبر ۱۷۹۲ میلادی به وسیله هارطون شماونیان شیرازی انتشار یافت، نخستین نشریه ارمنی‌زبان جهان است.

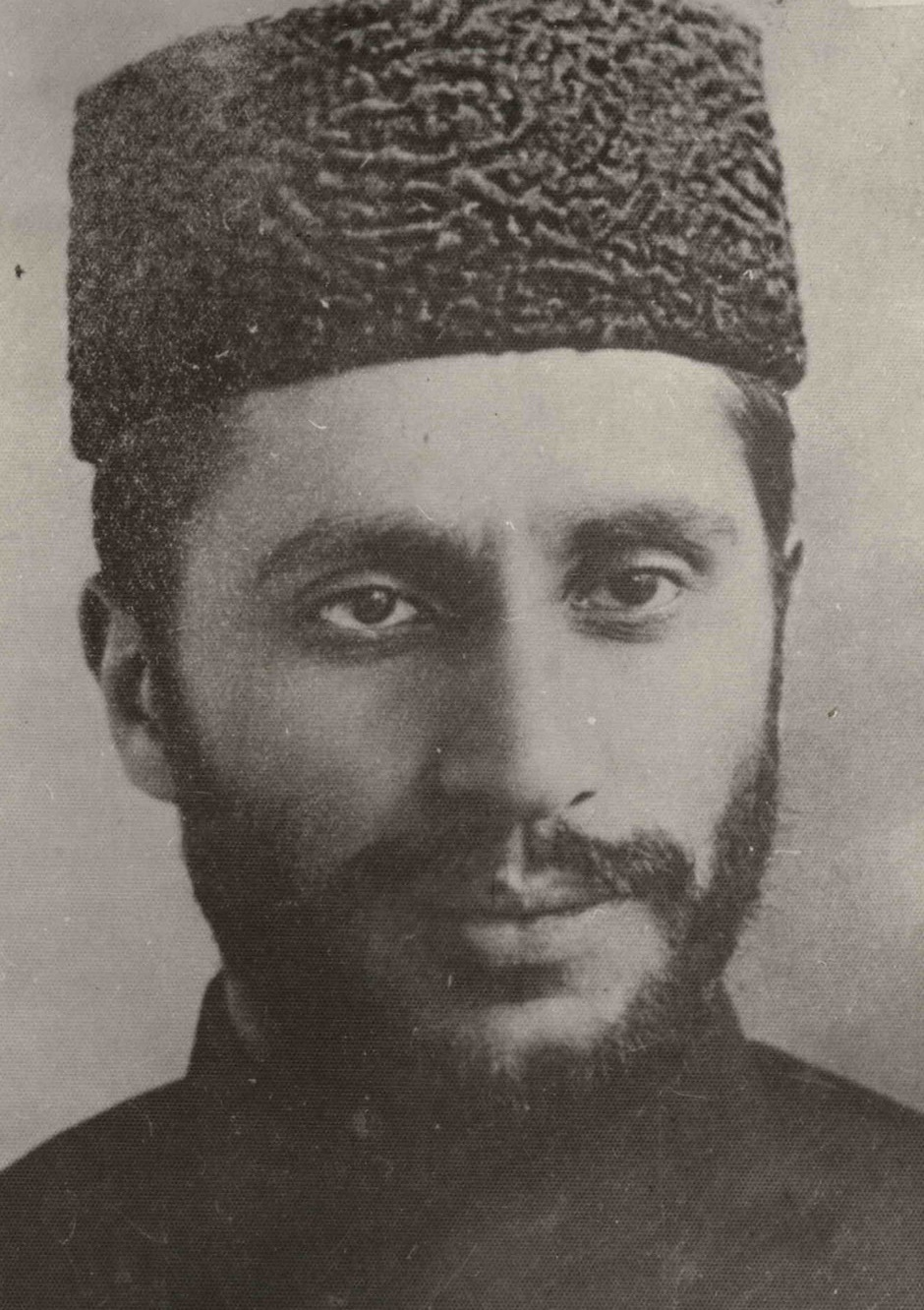
سیدضیاالدین طباطبایی، روزنامه‌نگار شیرازی و نخست‌وزیر ایران، در سال ۱۳۲۵ ه‍.ق روزنامه ندای اسلام را منتشر نمود.

مطبوعات در ایران نیز به وسیله دو برادر از اهالی فارس بنیاد گرفت، میرزا محمدصالح شیرازی و محمدجعفر ادیب شیرازی.
اگر میرزامحمدصالح شیرازی را مدیر نخستین نشریهٔ فارسی‌زبان جهان در دوران محمدشاه قاجار بدانیم، باید از میرزا محمدجعفر ادیب نیز به عنوان اولین سردبیر یا دست‌کم معاون سردبیر اولین نشریهٔ به زبان فارسی یاد کنیم. این دو نفر به همراه میرزا اسدالله باسمه‌چی که او نیز زادهٔ فارس است، مثلث نشر روزنامه کاغذ اخبار، اولین نشریهٔ ادواری چاپی در ایران را تشکیل می‌دهند.
بنابراین نخستین مدیر روزنامه، نخستین سردبیر و نخستین چاپ‌کنندهٔ روزنامه در ایران هر سه از استان فارس بودند. این سه تن تا سال ۱۲۵۶ ه.قـ. به روزنامه‌نگاری اشتغال داشتند.
بعد از انتشار روزنامه کاغذ اخبار، که به همت سه‌تن از اهالی استان فارس، به عنوان اولین روزنامه ایران به چاپ رسید؛ نخستین گام در انتشار مطبوعات در ایران برداشته شد.
در سال ۱۲۵۶ ه.قـ. علی‌قلی مخبرالدوله به همراه خانواده از شیراز راهی تهران شد. وی که بنیان‌گذار و مدیر دانش نشریهٔ مدرسه دارالفنون تهران است، از قدمای مطبوعات در ایران به‌شمار می‌رود.
در جدول‌های زیر، مطبوعات فارس بر پایهٔ تقدم تاریخی دسته‌بندی شده‌اند.

## دوران قاجار

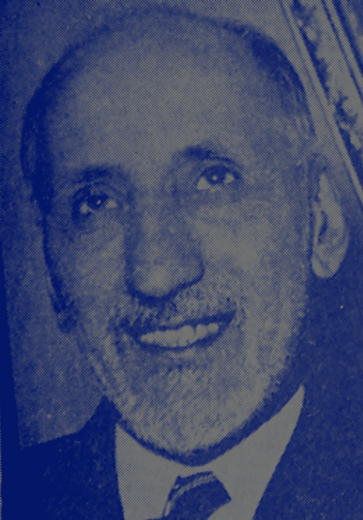
علی دشتی، مؤسس روزنامه خلیج فارس

دوران قاجار، دوره تاریکی در تاریخ اجتماعی ایران است. رفت‌وآمدهای ایرانیان به غرب و آگاهی از شیوه زندگی در انگلیس، فرانسه و آلمان باعث پیدایش روزنامه، ورود دستگاه‌های جدید نظیر دوربین عکاسی و فیلم‌برداری، دستگاه چاپ و ترجمه کتاب‌هایی شد و در دوران ناصرالدین شاه قاجار، زمزمه‌های مساوات، آزادی و عدالت به‌گوش رسید و به انقلاب مشروطه ختم شد.
در این دوران روزنامه‌ها در خیزش عمومی مردم نقش مهمی داشتند. دو روزنامه‌نگار اهل شیراز، میرزا جهانگیرخان شیرازی (معروف به میرزا جهانگیرخان صور اسرافیل) مدیر روزنامه صور اسرافیل و میرزا محمدرضا شیرازی مدیر روزنامه مساوات از جمله پیش‌گامان این حرکت بودند.
| عنوان نشریه                       | متولی انتشار                          | شهر محل انتشار | سال آغاز انتشار | دوران   |
| --------------------------------- | ------------------------------------- | -------------- | --------------- | ------- |
| روزنامه فارس (المنطبعه فی‌الفارس)  | میرزا تقی‌خان کاشانی                   | شیراز          | ۱۲۸۹ هـ. ق،     | قاجاریه |
| طلوع                              | عبدالحمیدخان متین‌السلطنه              | بوشهر          | ۱۳۱۸ هـ. ق      | قاجاریه |
| مظفری                             | میرزا علی‌آقا شیرازی                   | بوشهر          | ۱۳۱۹ هـ. ق      | قاجاریه |
| ندای اسلام                        | سید ضیاالدین طباطبایی                 | شیراز          | ۱۳۲۵ هـ. ق      | قاجاریه |
| اخوت شیراز                        | عبدالکریم معروفعلی                    | شیراز          | ۱۳۲۶ هـ. ق      | قاجاریه |
| آفاق                              | سیدجواد بواناتی                       | شیراز          | ۱۳۲۷ هـ. ق      | قاجاریه |
| دارالعلم                          | عنایت‌الله دستغیب                      | شیراز          | ۱۳۲۷ هـ. ق      | قاجاریه |
| ناهید                             | میرزا ابراهیم ناهید                   | شیراز          | ۱۳۲۷ هـ. ق      | قاجاریه |
| آیینه                             | مرتضی شجاع‌السادات                     | شیراز          | ۱۳۲۸ هـ. ق      | قاجاریه |
| حیات                              | محمدحسین شریعت مشهور به حیات          | شیراز          | ۱۳۲۸ هـ. ق      | قاجاریه |
| سیاسی                             | محمدحسن سائس مشهور به شهیدزاده        | شیراز          | ۱۳۲۸ هـ. ق      | قاجاریه |
| احیا                              | عبدالحسین ذوالریاستین                 | شیراز          | ۱۳۲۹ هـ. ق      | قاجاریه |
| حکایت جانگداز وقایع یزد الی شیراز | فتح‌الله یزدی مشهور به مفتون           | شیراز          | ۱۳۲۹ هـ. ق      | قاجاریه |
| روزنامه فارس                      | فضل‌الله بنان و فرصت‌الدوله شیرازی      | شیراز          | ۱۳۳۱ هـ. ق      | قاجاریه |
| آرین                              | حسین پرتو مشهور به ستوده              | شیراز          | ۱۳۳۳ هـ. ق      | قاجاریه |
| تازیانه غیرت                      | منکو قاآن ذوالخیر                     | شیراز          | ۱۳۳۳ هـ. ق      | قاجاریه |
| روزنامه جام‌جم                     | علیرضا روستاییان و رهبر شیرازی        | شیراز          | ۱۳۳۳ هـ. ق      | قاجاریه |
| روزنامه عدل                       | محمدصادق شریف مشهور به ستوده          | شیراز          | ۱۳۳۳ هـ. ق      | قاجاریه |
| انتقام                            | محمدحسن ناصرالاسلام                   | شیراز          | ۱۳۳۴ هـ. ق      | قاجاریه |
| حافظ استقلال                      | ابوالحسن دهقان                        | شیراز          | ۱۳۳۴ هـ. ق      | قاجاریه |
| استخر                             | محمدحسن بواناتی مشهور به استخر        | شیراز          | ۱۲۹۷هـ. ق       | قاجاریه |
| زندگانی                           | حبیب‌الله نوبخت                        | شیراز          | ۱۳۳۶ هـ. ق      | قاجاریه |
| فکر آزاد                          | حبیب‌الله نوبخت                        | شیراز          | ۱۳۳۷ هـ. ق      | قاجاریه |
| گلستان                            | محمدتقی گلستان                        | شیراز          | ۱۳۳۷ هـ. ق      | قاجاریه |
| بهارستان                          | حبیب‌الله نوبخت                        | شیراز          | ۱۳۳۸ هـ. ق      | قاجاریه |
| خاور                              | محمود عرفان                           | شیراز          | ۱۳۳۸ هـ. ق      | قاجاریه |
| دنیای ایران                       | حبیب‌الله نوبخت                        | شیراز          | ۱۳۳۸ هـ. ق      | قاجاریه |
| صدای جنوب                         | محمد امین‌الواعظین یزدی                | شیراز          | ۱۳۳۹ هـ. ق      | قاجاریه |
| عصر آزادی                         | محمدجواد آزادی مشهور به مدیرزاده      | شیراز          | ۱۳۳۹ هـ. ق      | قاجاریه |
| علم و تربیت                       | حسین پرتو                             | شیراز          | ۱۳۳۹ هـ. ق      | قاجاریه |
| ملت                               | حسین پرتو                             | شیراز          | ۱۳۳۹ هـ. ق      | قاجاریه |
| گل آتشی                           | حبیب‌الله نوبخت                        | شیراز          | ۱۳۳۹ هـ. ق      | قاجاریه |
| گل‌وش                              | -                                     | شیراز          | ۱۳۳۹ هـ. ق      | قاجاریه |
| گل سرخ                            | محمدتقی گلستان                        | شیراز          | ۱۳۳۹ هـ. ق      | قاجاریه |
| اخگر                              | محمدرضا خراسانی                       | شیراز          | ۱۳۴۰ هـ. ق      | قاجاریه |
| الاسلام                           | محسن فقیه شیرازی مشهور به خادم‌الشریعه | شیراز          | ۱۳۴۰ هـ. ق      | قاجاریه |
| اندرز                             | محمدرضا خراسانی                       | شیراز          | ۱۳۴۰ هـ. ق      | قاجاریه |
| ایران جوان                        | مهدی نائب‌الصدر                        | شیراز          | ۱۳۴۰ هـ. ق      | قاجاریه |
| سعادت                             | محمدحسین سعادت                        | شیراز          | ۱۳۴۰ هـ. ق      | قاجاریه |
| سپیده‌دم                           | لطفعلی صورتگر                         | شیراز          | ۱۳۴۰ هـ. ق      | قاجاریه |
| عدالت                             | محمدحسن عدالت                         | شیراز          | ۱۳۴۰ هـ. ق      | قاجاریه |
| گفتار راست                        | حسنعلی حکمت                           | شیراز          | ۱۳۴۰ هـ. ق      | قاجاریه |
| خورشید ایران                      | بهاالدین حسام‌زاده مشهور به پازارگاد   | شیراز          | ۱۳۴۲ هـ. ق      | قاجاریه |
| نامه دانش‌پژوهان                   | محمدعلی دانشی مشهور به ناظم‌الاسلام    | شیراز          | ۱۳۴۲ هـ. ق      | قاجاریه |
| آتش‌فشان                           | علی عزمی                              | شیراز          | ۱۳۴۳ هـ. ق      | قاجاریه |
| آثار جم                           | محمدرضا خراسانی مشهور به احتشام نظام  | شیراز          | ۱۳۴۳ هـ. ق      | قاجاریه |
| بیان حقیقت                        | حسن دیانت                             | شیراز          | ۱۳۴۳ هـ. ق      | قاجاریه |
| ابلاغ                             | علی‌آقا جهرمی                          | شیراز          | ۱۳۴۴ هـ. ق      | قاجاریه |
| اتحاد اسلام                       | حسین پرتو                             | شیراز          | ۱۳۴۴ هـ. ق      | قاجاریه |
| ایران جدید                        | امین خاقان                            | شیراز          | ۱۳۴۴ هـ. ق      | قاجاریه |
| تخت جمشید                         | محمدعلی دانشی مشهور به ناظم‌الاسلام    | شیراز          | ۱۳۴۴ هـ. ق      | قاجاریه |
| جهان‌نما                           | محمدحسن نوری‌زاده                      | شیراز          | ۱۳۴۴ هـ. ق      | قاجاریه |
| جهان‌نما                           | عبدالله ضرابی                         | شیراز          | ۱۳۴۴ هـ. ق      | قاجاریه |
| خلیج فارس                         | علی دشتی                              | شیراز          | ۱۳۴۴ هـ. ق      | قاجاریه |
| سیروس                             | عبدالله ضرابی                         | شیراز          | ۱۳۴۴ هـ. ق      | قاجاریه |
| صبح صادق                          | محمدجواد بهشتی                        | شیراز          | ۱۳۴۴ هـ. ق      | قاجاریه |
| فارسنامه                          | حسنعلی حشمت‌الممالک                    | شیراز          | ۱۳۴۴ هـ. ق      | قاجاریه |
| نامه باستان                       | محمدرضا خراسانی مشهور به احتشام نظام  | شیراز          | ۱۳۴۴ هـ. ق      | قاجاریه |
| پارسنامه                          | بهاالدین حسام‌زاده مشهور به پازارگاد   | شیراز          | ۱۳۴۴ هـ. ق      | قاجاریه |
| شاهپور                            | عبدالنبی سلامی کازرونی                | شیراز          | ۱۳۴۶ هـ. ق      | قاجاریه |

## دوره رضاشاه پهلوی

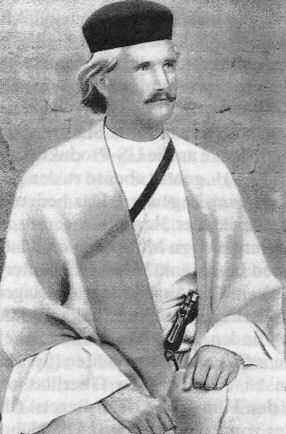
واسموس آلمانی، بنیانگذار روزنامه ندای حق

ایران در دوره قاجاریه افت و خیزهای زیادی را پشت سر گذاشت، اما یکی از میراث‌های دوره قاجاریان، آشنایی مردم با دستاوردهای جدید غرب در گذار از سنت به توسعه سیاسی و اجتماعی مدرن بود.
برآمدن رضاشاه به‌دلیل همین زمینه‌سازی اجتماعی و خواست دولت انگلیس بود؛ حتی انگلیس برای این مهم، حاضر به فدا کردن سید ضیاالدین طباطبایی شد. با اخراج سید ضیاء، دست و بال رضاخان برای قدرت‌نمایی بازتر شد. در دوران رضاشاه، بیشترین حمله به روزنامه‌نگاران و مطبوعات صورت پذیرفت. بسیاری از روزنامه‌ها تعطیل شدند و هرآنچه باقی ماند یا به سفارتخانه یکی از کشورهای خارجی وابسته بود یا عاملی برای تبلیغات رضاخان محسوب می‌شد. فارس نیز در این دوران تابع اتفاقات پایتخت بود.
از سال ۱۳۰۴ خورشیدی دوران تلخ محدودیت مطبوعات آغاز شد و تا سال ۱۳۲۰ نیز ادامه یافت، در این سال‌ها تسلط شهربانی بر مطبوعات به گونه‌ای بود که هیچ روزنامه‌ای شهامت کوچک‌ترین تخلفی از دستورهای شهربانی را نداشت و اگر خیالی غیر از آن در سر می‌پروراند زندانی می‌شد و چه بسیار اتفاق می‌افتاد که در زندان جان می‌داد. شیراز بر این قاعده در زمینه نشر و چاپ مطبوعات به سکوت و ایستایی دل داده بود و والیان فارس جز تنی چند، تنها در اندیشه مال‌اندوزی و کسب قدرت بودند و مقابله آنان با جریان‌های فرهنگی، الگوپذیری از حکومت مرکزی بود.
چند تن از اصحاب مطبوعات که با سانسور به مقابله پرداخته بودند هم، نهایتاً از روزنامه‌نگاری دست شسته و سکوت اختیار کردند.
در دوره شانزده‌ساله حکومت رضاشاه پهلوی، ۲۵ روزنامه در فارس امتیاز انتشار دریافت کردند. بااین‌حال هفت روزنامه اصلاً منتشر نشدند و تنها ۱۸ نشریه از سال ۱۳۰۴ تا ۱۳۱۲ موفق به چاپ شدند و از سال ۱۳۱۲ تا ۱۳۲۰ هیچ کوششی در این زمینه در فارس صورت نپذیرفت و روزنامه‌ها یکی پس از دیگری تعطیل شدند و در سال‌های آخر دوران رضاشاه، تنها روزنامه گلستان (بازمانده از دوران قاجار) به‌چاپ می‌رسید.
در مقایسه زیر عدم تمایل اهالی مطبوعات در انتشار نشریه‌ها به وضوح مشخص است:
| از کودتای هفت اسفند ۱۲۹۹ تا تاجگذاری رضاشاه(۱۳۰۴) | ۴ سال  | ۲۴ عنوان |
| از تاجگذاری(۱۳۰۴) تا خلع رضا شاه(۱۳۲۰)            | ۱۶ سال | ۱۸ عنوان |

| عنوان نشریه        | متولی انتشار                       | شهر محل انتشار | سال آغاز انتشار | دوران           |
| ------------------ | ---------------------------------- | -------------- | --------------- | --------------- |
| وقایع              | علی شیرازی مشهور به مترجم‌السلطنه   | شیراز          | ۱۳۰۴            | پهلوی اول       |
| اردیبهشت           | خانم خدیجه                         | شیراز          | ۱۳۰۴            | پهلوی اول       |
| حیات کارگر         | علی عزمی                           | شیراز          | ۱۳۰۴            | پهلوی اول       |
| ظریف               | احمد کاشف شیرازی                   | شیراز          | ۱۳۰۴            | پهلوی اول       |
| ندای حق            | ویلهلم واسموس آلمانی               | برازجان        | ۱۳۰۴            | پهلوی اول       |
| آدمیت              | محمدحسین رکن‌زاده ملقب به آدمیت     | شیراز          | ۱۳۰۵            | پهلوی اول       |
| آیینه فارس         | حسنعلی حکمت و کاظم پزشکی           | شیراز          | ۱۳۰۵            | پهلوی اول و دوم |
| اسلام              | میرزا علی کازرونی                  | شیراز          | ۱۳۰۵            | پهلوی اول       |
| صداقت              | علی صداقت                          | شیراز          | ۱۳۰۵            | پهلوی اول       |
| پازارگاد           | بهاالدین حسام‌زاده ملقب به پازارگاد | شیراز          | ۱۳۰۵            | پهلوی اول       |
| پرچم آزادی         | میرزا محمودخان                     | شیراز          | ۱۳۰۵            | پهلوی اول       |
| کازرون             | عبدالله اوحدی                      | شیراز          | ۱۳۰۵            | پهلوی اول       |
| حریف               | سید نورالدین گلستانه               | شیراز          | ۱۳۰۶            | پهلوی اول       |
| قدرت               | عبدالله قدرت                       | شیراز          | ۱۳۰۶            | پهلوی اول       |
| خلیج ایران         | یوسف اخوت                          | بوشهر          | ۱۳۰۷            | پهلوی اول       |
| دختران پارس        | زنددخت شیرازی                      | شیراز          | ۱۳۰۷            | پهلوی اول       |
| فروردین            | سید جمال‌الدین جزایری               | شیراز          | ۱۳۰۷            | پهلوی اول       |
| فلاحت فارس         | علی زارع                           | شیراز          | ۱۳۰۷            | پهلوی اول       |
| مژده               | محمدجواد آزادی                     | شیراز          | ۱۳۰۷            | پهلوی اول       |
| گل رعنا و زیبا     | بلقیس شعله                         | شیراز          | ۱۳۰۷            | پهلوی اول       |
| سالنامه پارس       | محمدعلی امیرجاهد                   | شیراز و تهران  | ۱۳۰۸            | پهلوی اول       |
| بهار ایران         | محمدحسین مجاهد                     | شیراز          | ۱۳۰۹            | پهلوی اول       |
| نورافشان           | شوکت سلامی                         | بوشهر          | ۱۳۰۹            | پهلوی اول       |
| گلزار ایران        | عباس حکیم‌معانی                     | شیراز          | ۱۳۰۹            | پهلوی اول       |
| دختران ایران       | زنددخت شیرازی                      | شیراز          | ۱۳۱۰            | پهلوی اول       |
| پارس قدیم          | محمدحسین مجاهد                     | شیراز          | ۱۳۱۲            | پهلوی اول       |
| سالنامه معارف فارس | اداره معارف فارس                   | شیراز          | ۱۳۱۵            | پهلوی اول       |

## دوره محمدرضا پهلوی
دوران ۳۷ ساله حکومت محمدرضا پهلوی از مقاطع پرفراز و نشیب مطبوعات است؛ گاهی آزادی باعث شکوفایی مطبوعات می‌شد و گاهی هم نفس‌ها در سینه حبس می‌گردید.

جلال طوفان، مؤسس روزنامه طوفان جنوب

در سوم شهریور سال ۱۳۲۰، قوای انگلیس و روس از جنوب و شمال، وارد ایران شدند. رضاشاه ۲۲ روز دوام آورد و در روز ۲۵ شهریور ۱۳۲۰ متن استعفای وی در مجلس شورای ملی خوانده شد و محمدرضای جوان و تحصیل‌کرده خارج، رسماً پادشاه ایران شد.
فضای باز نشات گرفته از رفتن رضاشاه، تکاپو را به جامعه مطبوعات ایران بازگردانید.
آمار منتشر شده برای مطبوعات ایران در سال‌های ۱۳۲۰ تا ۱۳۲۶ شهرهای بزرگ ایران، جایگاه شیراز را در روزنامه‌نگاری ایران مشخص می‌کند:
1. شیراز ۲۴ عنوان
2. اصفهان ۲۳ عنوان
3. تبریز ۱۹ عنوان
4. مشهد ۱۲ عنوان
5. رشت ۱۱ عنوان

| عنوان نشریه                               | متولی انتشار                              | شهر محل انتشار | سال آغاز انتشار | دوران     |
| ----------------------------------------- | ----------------------------------------- | -------------- | --------------- | --------- |
| دیلی‌نیوز                                  | کنسولگری انگلیس در بوشهر                  | بندر بوشهر     | ۱۳۲۱            | پهلوی دوم |
| پارس                                      | فضل‌الله شرقی                              | شیراز          | ۱۳۲۱            | پهلوی دوم |
| اقیانوس                                   | تراب بصیری                                | شیراز          | ۱۳۲۲            | پهلوی دوم |
| سروش                                      | عبدالله عفیفی                             | شیراز          | ۱۳۲۲            | پهلوی دوم |
| نامه آسمان                                | فریدون ظفر اردلان                         | شیراز          | ۱۳۲۳            | پهلوی دوم |
| نامه شیراز                                | عبدالعلی دهقان                            | شیراز          | ۱۳۲۳            | پهلوی دوم |
| نامه پزشکان شیراز                         | ذبیح‌الله قربان                            | شیراز          | ۱۳۲۳            | پهلوی دوم |
| پیغام                                     | محمدعلی عظیمی                             | شیراز          | ۱۳۲۳            | پهلوی دوم |
| اراده فارس                                | اسدالله خاوری                             | شیراز          | ۱۳۲۴            | پهلوی دوم |
| پرتو ادب                                  | کیهان ارجمند                              | شیراز          | ۱۳۲۴            | پهلوی دوم |
| کسر کسروی                                 | محمدجعفر دادخواه                          | شیراز          | ۱۳۲۴            | پهلوی دوم |
| آریا                                      | محمدعلی محمدیان                           | شیراز          | ۱۳۲۵            | پهلوی دوم |
| دستاویز                                   | علی‌نقی بهروزی                             | شیراز          | ۱۳۲۵            | پهلوی دوم |
| دنا                                       | غلامعلی پرویزی                            | شیراز          | ۱۳۲۵            | پهلوی دوم |
| سالنامه بهداشتی فارس                      | دکتر شهابی                                | شیراز          | ۱۳۲۵            | پهلوی دوم |
| مهر ایزد                                  | سید محمدرضا حسینی‌الهاشمی                  | شیراز          | ۱۳۲۵            | پهلوی دوم |
| کتاب ارمغان فارس                          | غلامحسین هاتفی                            | شیراز          | ۱۳۲۵            | پهلوی دوم |
| سالنامه دانشکده حقوق و علوم سیاسی         | مهدی افتخاری                              | شیراز          | ۱۳۲۶            | پهلوی دوم |
| ندای ایران                                | نصرت‌الملوک کشمیری‌زاده                     | شیراز          | ۱۳۲۶            | پهلوی دوم |
| آهنگ جوانان                               | شرکت سهامی مطبوعاتی پارس فدایی            | شیراز          | ۱۳۲۷            | پهلوی دوم |
| انجمن پزشکان شیراز                        | ذبیح‌الله قربان                            | شیراز          | ۱۳۲۷            | پهلوی دوم |
| سالنامه ورزشی رویین                       | احمد مولا                                 | شیراز          | ۱۳۲۷            | پهلوی دوم |
| سالنامه ورزشی گیو                         | حبیب‌الله مجاب                             | شیراز          | ۱۳۲۷            | پهلوی دوم |
| مهر ایزد                                  | سید محمدرضا حسینی‌الهاشمی                  | شیراز          | ۱۳۲۷            | پهلوی دوم |
| کانون خنده                                | حسن‌قلی شجاعی                              | شیراز          | ۱۳۲۷            | پهلوی دوم |
| گلستان پارس                               | محمدرضا مجاهد                             | شیراز          | ۱۳۲۷            | پهلوی دوم |
| گلچین مطبوعات                             | ناصر ایران‌نژاد                            | شیراز          | ۱۳۲۷            | پهلوی دوم |
| گلچین پارس                                | ناصر ایران‌نژاد و غلامحسین هاتفی           | شیراز          | ۱۳۲۷            | پهلوی دوم |
| آشتی                                      | محمدعلی حکمت بوشهری                       | شیراز          | ۱۳۲۸            | پهلوی دوم |
| آیین برادری                               | محمدباقر خدام محمدی                       | شیراز          | ۱۳۲۸            | پهلوی دوم |
| اجتماع ملی                                | اسدالله بوستانی                           | شیراز          | ۱۳۲۸            | پهلوی دوم |
| اخبار امروز                               | رباب ایروانی نایینی                       | شیراز          | ۱۳۲۸            | پهلوی دوم |
| توانگر                                    | قاسم توانگر                               | شیراز          | ۱۳۲۸            | پهلوی دوم |
| درفش آزادی                                | عباس حمزوی عابدی                          | شیراز          | ۱۳۲۸            | پهلوی دوم |
| دوست ملت                                  | حسن جوادی                                 | شیراز          | ۱۳۲۸            | پهلوی دوم |
| سالنامه فارس                              | غلامحسین هاتفی                            | شیراز          | ۱۳۲۸            | پهلوی دوم |
| صدای جنوب                                 | احمد بهزاد امیری                          | شیراز          | ۱۳۲۸            | پهلوی دوم |
| عضد                                       | اصغر عضدی                                 | شیراز          | ۱۳۲۸            | پهلوی دوم |
| قهرمان اتفاق                              | مظفر قهرمانی                              | شیراز          | ۱۳۲۸            | پهلوی دوم |
| منشور                                     | سیدعلی میرزاده                            | شیراز          | ۱۳۲۸            | پهلوی دوم |
| ندای ایرانی                               | محمدرضا کشمیری‌زاده                        | شیراز          | ۱۳۲۸            | پهلوی دوم |
| هنگامه امروز                              | حبیب‌الله ذوالقدر                          | شیراز          | ۱۳۲۸            | پهلوی دوم |
| پیک خجسته                                 | مصطفی خجسته                               | شیراز          | ۱۳۲۸            | پهلوی دوم |
| کورش                                      | نصرالله اهورهوش                           | شیراز          | ۱۳۲۸            | پهلوی دوم |
| گزارش                                     | علی موسوی                                 | شیراز          | ۱۳۲۸            | پهلوی دوم |
| افق سرخ                                   | صفیه صداقت‌پور شیرازی                      | شیراز          | ۱۳۲۹            | پهلوی دوم |
| حرفه                                      | حسین ابطحی                                | شیراز          | ۱۳۲۹            | پهلوی دوم |
| دانش و ورزش در جهرم                       | کریم محمودحقیقی                           | شیراز          | ۱۳۲۹            | پهلوی دوم |
| زبان فارسی                                | محمدعلی ظرافت پیشه                        | شیراز          | ۱۳۲۹            | پهلوی دوم |
| سالنامه برادران                           | حزب برادران                               | شیراز          | ۱۳۲۹            | پهلوی دوم |
| سالنامه دبیرستان ابن‌سینا                  | فضل‌الله شرقی                              | شیراز          | ۱۳۲۹            | پهلوی دوم |
| شبیخون                                    | بانو زمان ذوالقدر                         | شیراز          | ۱۳۲۹            | پهلوی دوم |
| شیطان                                     | ناصر ایران‌نژاد                            | شیراز          | ۱۳۲۹            | پهلوی دوم |
| مرد انقلاب                                | بهادر جم                                  | شیراز          | ۱۳۲۹            | پهلوی دوم |
| مرد فارس                                  | عبدالرحمن زاده                            | شیراز          | ۱۳۲۹            | پهلوی دوم |
| مقاومت                                    | حبیب‌الله طباطبایی                         | شیراز          | ۱۳۲۹            | پهلوی دوم |
| ملت آشفته                                 | محمدرضا آشفته                             | شیراز          | ۱۳۲۹            | پهلوی دوم |
| مکتب سعدی                                 | عمادالدین مبرهن محلاتی                    | شیراز          | ۱۳۲۹            | پهلوی دوم |
| ندای جنوب                                 | محمدعلی علوی                              | بوشهر          | ۱۳۲۹            | پهلوی دوم |
| پیام فارس                                 | محمد خرسندی و زینت خردمندی                | شیراز          | ۱۳۲۹            | پهلوی دوم |
| پیک جنوب                                  | علی‌قلی ظلی                                | شیراز          | ۱۳۲۹            | پهلوی دوم |
| پیک جنوب                                  | علی‌قلی ظلی                                | شیراز          | ۱۳۲۹            | پهلوی دوم |
| کارگر                                     | مصطفی قهرمانی                             | شیراز          | ۱۳۲۹            | پهلوی دوم |
| گرداب                                     | فتحعلی سرافراز                            | شیراز          | ۱۳۲۹            | پهلوی دوم |
| آتش‌فشان ما                                | علی عزمی                                  | شیراز          | ۱۳۳۰            | پهلوی دوم |
| آهنگ لارستان                              | محمدباقر تقی‌زادگان                        | شیراز          | ۱۳۳۰            | پهلوی دوم |
| افق شیراز                                 | عباس فرشید                                | شیراز          | ۱۳۳۰            | پهلوی دوم |
| ایران پیروز                               | کاظم اژدری                                | شیراز          | ۱۳۳۰            | پهلوی دوم |
| بوستان پارس                               | محمدکاظم روشندل                           | شیراز          | ۱۳۳۰            | پهلوی دوم |
| تضاد                                      | حسین تیموریان                             | شیراز          | ۱۳۳۰            | پهلوی دوم |
| خاور آزاد                                 | سید عبدالله مزارعی                        | شیراز          | ۱۳۳۰            | پهلوی دوم |
| دانشسرا                                   | اعظم شهابی                                | شیراز          | ۱۳۳۰            | پهلوی دوم |
| دلیران فارس                               | عزیزاله ثابتیان فدایی                     | شیراز          | ۱۳۳۰            | پهلوی دوم |
| رستاخیز فارس                              | غلامحسین هاتفی                            | شیراز          | ۱۳۳۰            | پهلوی دوم |
| رسته                                      | سید خلیل کاظمی طباطبایی                   | شیراز          | ۱۳۳۰            | پهلوی دوم |
| روزنامه لارستان                           | سید علاءالدین مورخ لاری                   | شیراز          | ۱۳۳۰            | پهلوی دوم |
| ستاره جنوب                                | پروین مارشال پیرغیبی                      | شیراز          | ۱۳۳۰            | پهلوی دوم |
| سروش نجات                                 | عبدالرحیم هوشمند راد                      | شیراز          | ۱۳۳۰            | پهلوی دوم |
| سنگلاخ                                    | محمدعلی چوبک                              | بندر بوشهر     | ۱۳۳۰            | پهلوی دوم |
| شمردل                                     | م. کشتکار                                 | شیراز          | ۱۳۳۰            | پهلوی دوم |
| شهاب اعظم                                 | اعظم شهابی                                | شیراز          | ۱۳۳۰            | پهلوی دوم |
| شهاب دانش‌آموزان                           | اعظم شهابی                                | شیراز          | ۱۳۳۰            | پهلوی دوم |
| شیرین                                     | محمدباقر نصر                              | شیراز          | ۱۳۳۰            | پهلوی دوم |
| شیپور ادب                                 | حسام شاکریان                              | شیراز          | ۱۳۳۰            | پهلوی دوم |
| صدای شیراز                                | عبدالحسین ادیبی                           | شیراز          | ۱۳۳۰            | پهلوی دوم |
| صدای کارگران                              | مصطفی قهرمانی                             | شیراز          | ۱۳۳۰            | پهلوی دوم |
| صفیر ملت                                  | محمدکریم محتشمی                           | شیراز          | ۱۳۳۰            | پهلوی دوم |
| عدل                                       | غلامحسین صاحب‌دیوانی                       | شیراز          | ۱۳۳۰            | پهلوی دوم |
| عزرائیل                                   | علی یثربی                                 | شیراز          | ۱۳۳۰            | پهلوی دوم |
| فرتاش                                     | عبدالرحمن فرهمندی                         | شیراز          | ۱۳۳۰            | پهلوی دوم |
| قهرمان روز                                | بهادر قهرمانی                             | شیراز          | ۱۳۳۰            | پهلوی دوم |
| دریاکنار                                  | جمعی از اهالی بوشهر                       | بوشهر          | ۱۳۳۰            | پهلوی دوم |
| مرد جنوب                                  | عبدالله روحی                              | شیراز          | ۱۳۳۰            | پهلوی دوم |
| مرد شیراز                                 | محمدرضا ناصری                             | شیراز          | ۱۳۳۰            | پهلوی دوم |
| مشعل فارس                                 | علی‌اکبر مینو                              | شیراز          | ۱۳۳۰            | پهلوی دوم |
| معرکه جنوب                                | محمد افضل                                 | شیراز          | ۱۳۳۰            | پهلوی دوم |
| مهد سعدی                                  | حسین مختاری                               | شیراز          | ۱۳۳۰            | پهلوی دوم |
| میهن جوان                                 | ابراهیم صدرنیا                            | شیراز          | ۱۳۳۰            | پهلوی دوم |
| ناله مردم                                 | محمدکریم عبدالرحمن‌زاده                    | شیراز          | ۱۳۳۰            | پهلوی دوم |
| نامه مرد شیراز                            | محمدحسین ناصری                            | شیراز          | ۱۳۳۰            | پهلوی دوم |
| نبرد                                      | محمدکاظم فقیهی شیرازی                     | شیراز          | ۱۳۳۰            | پهلوی دوم |
| ندای شیراز                                | محمدباقر دهدشتی                           | شیراز          | ۱۳۳۰            | پهلوی دوم |
| همه                                       | حسین ولدان                                | شیراز          | ۱۳۳۰            | پهلوی دوم |
| چوگان                                     | احمد ارشدی                                | شیراز          | ۱۳۳۰            | پهلوی دوم |
| کدیور پارس                                | حیدر کدیور                                | شیراز          | ۱۳۳۰            | پهلوی دوم |
| کشکول پارس                                | فضل‌الله لایق                              | شیراز          | ۱۳۳۰            | پهلوی دوم |
| آتشین                                     | آمنه جوادی حقیقی                          | شیراز          | ۱۳۳۱            | پهلوی دوم |
| آهنگ نبرد                                 | عبدالعلی پرند                             | شیراز          | ۱۳۳۱            | پهلوی دوم |
| ارمغان کشاورزان                           | جلال کشاورزنیا                            | شیراز          | ۱۳۳۱            | پهلوی دوم |
| باباکوهی                                  | احمد شفیعی                                | شیراز          | ۱۳۳۱            | پهلوی دوم |
| حربه انتقام                               | رحیم‌ناصر معدلی                            | شیراز          | ۱۳۳۱            | پهلوی دوم |
| خامه ملت                                  | علی‌مراد فراشبندی                          | شیراز          | ۱۳۳۱            | پهلوی دوم |
| شفق شیراز                                 | علی‌اکبر شیعتی                             | شیراز          | ۱۳۳۱            | پهلوی دوم |
| طوفان جنوب                                | جلال طوفان                                | شیراز          | ۱۳۳۱            | پهلوی دوم |
| طوفان شیراز                               | محمدیان                                   | شیراز          | ۱۳۳۱            | پهلوی دوم |
| عرشه                                      | احمد محمدیان                              | بوشهر          | ۱۳۳۱            | پهلوی دوم |
| فارس امروز                                | محمد خردمندی                              | شیراز          | ۱۳۳۱            | پهلوی دوم |
| مرد بازار                                 | اصغر عرب                                  | شیراز          | ۱۳۳۱            | پهلوی دوم |
| مهتاب فارس                                | زمان‌الله نعمت                             | شیراز          | ۱۳۳۱            | پهلوی دوم |
| مهد ایران                                 | محمدحسین رضوی‌زاده                         | شیراز          | ۱۳۳۱            | پهلوی دوم |
| مهر شیراز                                 | رضا وزیری متخلص به نژه                    | شیراز          | ۱۳۳۱            | پهلوی دوم |
| مولا                                      | علی‌اکبر شرافت مولا                        | شیراز          | ۱۳۳۱            | پهلوی دوم |
| ندای بازرگانان                            | مریم معتمدی                               | شیراز          | ۱۳۳۱            | پهلوی دوم |
| نهضت نور                                  | حیدرعلی مس‌فروش                            | شیراز          | ۱۳۳۱            | پهلوی دوم |
| پاسارگاد                                  | عبدالحسین زال‌پور                          | شیراز          | ۱۳۳۱            | پهلوی دوم |
| پرچمدار صلح                               | اسکندر معلم                               | شیراز          | ۱۳۳۱            | پهلوی دوم |
| پرگان                                     | ابراهیم سخن‌سنج شکوهی                      | شیراز          | ۱۳۳۱            | پهلوی دوم |
| پست خلیج                                  | سید محمدصادق یزدانی                       | بوشهر          | ۱۳۳۱            | پهلوی دوم |
| گل‌های شیراز                               | مرتضی عزیزی                               | شیراز          | ۱۳۳۱            | پهلوی دوم |
| نیشتک                                     | غلامحسین هاتفی                            | شیراز          | ۱۳۳۲            | پهلوی دوم |
| کانون دانش پارس                           | کانون دانش                                | شیراز          | ۱۳۳۳            | پهلوی دوم |
| باربد                                     | محمود حریریان                             | شیراز          | ۱۳۳۴            | پهلوی دوم |
| سالنامه فرهنگ آباده                       | اداره فرهنگ آباده                         | شیراز          | ۱۳۳۴            | پهلوی دوم |
| سالنامه فرهنگ کازرون                      | غلامرضا رهانی                             | شیراز          | ۱۳۳۴            | پهلوی دوم |
| سالنمای مهرگان                            | چایخانه مهرگان                            | شیراز          | ۱۳۳۴            | پهلوی دوم |
| نامه دانشکده پزشکی                        | ذبیح‌الله قربان                            | شیراز          | ۱۳۳۴            | پهلوی دوم |
| نشریه ترویج کشاورزی                       | سازمان ترویج کشاورزی استان فارس           | شیراز          | ۱۳۳۴            | پهلوی دوم |
| جهان‌نما فکاهی                             | محمدحسین جهان‌نما                          | شیراز          | ۱۳۳۵            | پهلوی دوم |
| فروغ تربیت                                | علی‌اصغر حکمت                              | شیراز          | ۱۳۳۵            | پهلوی دوم |
| مشعل ناظمیه                               | روزنامه بهار ایران                        | شیراز          | ۱۳۳۵            | پهلوی دوم |
| نمودار                                    | جعفر توکل و مصطفی خجسته                   | شیراز          | ۱۳۳۵            | پهلوی دوم |
| اخبار دانشگاه شیراز                       | دانشگاه شیراز                             | شیراز          | ۱۳۳۶            | پهلوی دوم |
| اخبار رسمی دانشکده پزشکی دانشگاه شیراز    | دانشگاه شیراز                             | شیراز          | ۱۳۳۶            | پهلوی دوم |
| جامعه پزشکان                              | دکتر فرهمندفر                             | شیراز          | ۱۳۳۶            | پهلوی دوم |
| روان‌نما                                   | ذبیح‌الله قربان و احمد اردوبادی            | شیراز          | ۱۳۳۶            | پهلوی دوم |
| فروغ دانش                                 | اداره فرهنگ فسا                           | شیراز          | ۱۳۳۶            | پهلوی دوم |
| مجله دانشکده ادبیات                       | دانشگاه شیراز                             | شیراز          | ۱۳۳۶            | پهلوی دوم |
| پروین                                     | ناصر معرفی و فضل‌الله شرقی                 | شیراز          | ۱۳۳۶            | پهلوی دوم |
| تعلیمات اساسی فرهنگ استان هفتم            | اداره کل فرهنگ فارس                       | شیراز          | ۱۳۳۷            | پهلوی دوم |
| واژه                                      | حسن گریست و محمدتقی گلستان                | شیراز          | ۱۳۳۷            | پهلوی دوم |
| پرتو ناموس                                | فضل‌الله شرقی                              | شیراز          | ۱۳۳۸            | پهلوی دوم |
| پیام آسمانی                               | جلیل آسمانی                               | شیراز          | ۱۳۳۸            | پهلوی دوم |
| اندیشه جوان                               | احمد نصیرآبادی                            | شیراز          | ۱۳۳۹            | پهلوی دوم |
| روح سالم                                  | سید عنایت‌الله اسلامی                      | شیراز          | ۱۳۴۰            | پهلوی دوم |
| سالنامه ورزشی آموزشگاه‌های شیراز           | ملک‌زاده                                   | شیراز          | ۱۳۴۰            | پهلوی دوم |
| نشریه جمعیت شیر و خورشید شهرستان شیراز    | قدرت‌الله تمدن‌فر                           | شیراز          | ۱۳۴۰            | پهلوی دوم |
| دریا                                      | جلیل آسمانی و عبدالعلی دستغیب             | شیراز          | ۱۳۴۱            | پهلوی دوم |
| سالنامه هنرستان نمازی                     | جهانشاه سی‌سختی                            | شیراز          | ۱۳۴۱            | پهلوی دوم |
| اخبار دانشگاه پهلوی                       | دانشگاه پهلوی                             | شیراز          | ۱۳۴۲            | پهلوی دوم |
| سالنامه دبیرستان ناظمیه                   | دبیرستان ناظمیه                           | شیراز          | ۱۳۴۲            | پهلوی دوم |
| نشریه سپاه دانش                           | سپاه دانش فارس                            | شیراز          | ۱۳۴۲            | پهلوی دوم |
| دانشگاه پهلوی                             | احمد اردوبادی                             | شیراز          | ۱۳۴۳            | پهلوی دوم |
| پیام آسمانی                               | جلیل آسمانی                               | شیراز          | ۱۳۴۳            | پهلوی دوم |
| نشریه حزب ایران نوین                      | حزب نوین ایران                            | شیراز          | ۱۳۴۴            | پهلوی دوم |
| پروازی نه‌بس بلند                          | دانشگاه پزشکی شیراز                       | شیراز          | ۱۳۴۵            | پهلوی دوم |
| ره‌آورد                                    | مهدی خرسندی                               | شیراز          | ۱۳۴۶            | پهلوی دوم |
| سالنامه دبیرستان شاهپور                   | دبیرستان شاهپور                           | شیراز          | ۱۳۴۶            | پهلوی دوم |
| اینترن                                    | دانشگاه پزشکی شیراز                       | شیراز          | ۱۳۴۷            | پهلوی دوم |
| بولتن ورزشی                               | بهرام ذوالقدر و حسین اعظمی                | شیراز          | ۱۳۴۷            | پهلوی دوم |
| بیدارباش                                  | شهربانی فارس                              | شیراز          | ۱۳۴۷            | پهلوی دوم |
| جلوه‌های اندیشه                            | امور تربیتی لار                           | شیراز          | ۱۳۴۷            | پهلوی دوم |
| کتاب جشن هنر                              | قربانعلی پورمرادیان (مؤسسه جشن هنر شیراز) | شیراز          | ۱۳۴۷            | پهلوی دوم |
| از شعر تا قصه                             | پیمان جهان‌بین                             | شیراز          | ۱۳۴۸            | پهلوی دوم |
| پیام مردم                                 | حسین قارداش                               | شیراز          | ۱۳۲۶ و ۱۳۳۰     | پهلوی دوم |
| خرد و کوشش                                | دانشگاه پهلوی                             | شیراز          | ۱۳۴۸            | پهلوی دوم |
| آبنوس                                     | بهروز صوراسرافیل                          | شیراز          | ۱۳۴۹            | پهلوی دوم |
| دست                                       | محمد افضل‌القوم                            | شیراز          | ۱۳۴۹            | پهلوی دوم |
| کتاب سینما                                | سیاوش فرهنگ                               | شیراز          | ۱۳۴۹            | پهلوی دوم |
| Agricultural research (مجله)              | دانشگاه پهلوی و به زبان انگلیسی           | شیراز          | ۱۳۵۰            | پهلوی دوم |
| Iranian journal of science and technology | دانشگاه پهلوی به زبان انگلیسی             | شیراز          | ۱۳۵۰            | پهلوی دوم |
| Pahlavi medical journal                   | دانشگاه پهلوی و به زبان انگلیسی           | شیراز          | ۱۳۵۰            | پهلوی دوم |
| تکنولوژی                                  | دانشگاه پهلوی                             | شیراز          | ۱۳۵۰            | پهلوی دوم |
| پل                                        | دانشگاه پهلوی                             | شیراز          | ۱۳۵۰            | پهلوی دوم |
| پیوند                                     | دانشگاه پهلوی                             | شیراز          | ۱۳۵۰            | پهلوی دوم |
| نشریه اداره کل فرهنگ و هنر فارس           | اداره کل فرهنگ و هنر استان فارس           | شیراز          | ۱۳۵۱            | پهلوی دوم |
| پژوهش‌نامه بخش زبان‌شناسی                   | مؤسسه آسیایی                              | شیراز          | ۱۳۵۳            | پهلوی دوم |
| آفتاب                                     | علی فروزفر                                | شیراز          | ۱۳۵۴            | پهلوی دوم |
| الکترون                                   | دانشگاه پهلوی                             | شیراز          | ۱۳۵۴            | پهلوی دوم |
| آتش                                       | روزنامه آتش تهران                         | شیراز          | ۱۳۵۷            | پهلوی دوم |

## دوران جمهوری اسلامی
روزنامه‌نگاران تجربه‌ای صدساله را در فارس پشت سر داشتند. با اینکه تقریباً همه روزنامه‌های پیش از انقلاب اسلامی تعطیل شده بودند، در مهرماه ۱۳۵۸ روزنامه خبر جنوب شروع به کار کرد. اهمیت این روزنامه فقط به نخستین بودن بعد از انقلاب اسلامی نیست؛ بلکه این روزنامه به عنوان تنها روزنامه یومیه تا سال ۱۳۷۴ به تنهایی بار اطلاع‌رسانی در استان فارس را به دوش می‌کشیده و از نظر مخاطب و تیراژ پهلو به پهلوی روزنامه‌های مطرح آن زمان (اطلاعات، کیهان، سلام و غیره) می‌زده‌است.
هم‌اکنون و در سال ۱۳۹۵، شیراز با هشت روزنامه یومیه (خبر جنوب، نیم‌نگاه، افسانه، سبحان و عصر مردم و طلوع و شیرازنوین و تماشا) پس از تهران بیشترین روزنامه‌های یومیه را دارد.
در دوران جمهوری اسلامی، تمرکز مطبوعات از شیراز زدوده شده و در شهرستان‌ها نیز مطبوعاتی منتشر گردیده‌است.
| عنوان نشریه           | متولی انتشار                          | شهر محل انتشار | سال آغاز انتشار | دوران               |
| --------------------- | ------------------------------------- | -------------- | --------------- | ------------------- |
| خبر جنوب              | حسین واحدی‌پور                         | شیراز          | ۱۳۵۸            | جمهوری اسلامی ایران |
| همگام                 | سازمان تبلیغات اسلامی استان فارس      | شیراز          | ۱۳۵۸            | جمهوری اسلامی ایران |
| پست شیراز             | خلیل اسماعیل‌بیگ                       | شیراز          | ۱۳۵۸            | جمهوری اسلامی ایران |
| پیکار زن              | کمیته امور زنان                       | شیراز          | ۱۳۵۸            | جمهوری اسلامی ایران |
| پگاه آزادی            | حسین سلطانی مقدم                      | شیراز          | ۱۳۵۹            | جمهوری اسلامی ایران |
| آیینه فسا             | هدایت‌الله آقایی                       | فسا            | ۱۳۶۸            | جمهوری اسلامی ایران |
| صبا                   | رسول منتجب‌نیا                         | شیراز          | ۱۳۷۰            | جمهوری اسلامی ایران |
| دارابگرد              | سید قاسم یعقوبی                       | داراب          | ۱۳۷۲            | جمهوری اسلامی ایران |
| سبحان                 | محمدعلی حیاتی                         | لامرد و شیراز  | ۱۳۷۲            | جمهوری اسلامی ایران |
| میلاد لارستان         | محمدابراهیم انصاری لاری               | لار            | ۱۳۷۲            | جمهوری اسلامی ایران |
| چهره جهرم             | محمدحسن شعاعی‌فرد                      | جهرم           | ۱۳۷۲            | جمهوری اسلامی ایران |
| هدهد                  | محمدحسین صادقی                        | زرقان          | ۱۳۷۳            | جمهوری اسلامی ایران |
| آوای نور              | سید ابراهیم امینی                     | نورآباد ممسنی  | ۱۳۷۴            | جمهوری اسلامی ایران |
| دانشجو و پژوهش        | دکتر نعمتی                            | شیراز          | ۱۳۷۴            | جمهوری اسلامی ایران |
| سلمان                 | منصور صالح‌پور                         | کازرون         | ۱۳۷۴            | جمهوری اسلامی ایران |
| طلوع                  | محمدمهدی جعفری‌زاده                    | کازرون         | ۱۳۷۴            | جمهوری اسلامی ایران |
| عصر مردم              | محمد عسلی                             | شیراز          | ۱۳۷۴            | جمهوری اسلامی ایران |
| علوم پزشکی            | محمدرضا پنجه‌شاهین                     | شیراز          | ۱۳۷۴            | جمهوری اسلامی ایران |
| قاموس                 | خداکرم جلالی و اسماعیل رشیدی          | فیروزآباد      | ۱۳۷۴ و ۱۳۸۳     | جمهوری اسلامی ایران |
| نگاه امروز            | فرج‌الله رجبی                          | شیراز          | ۱۳۷۴            | جمهوری اسلامی ایران |
| سرو                   | علی احمدی                             | شیراز          | ۱۳۷۶            | جمهوری اسلامی ایران |
| نیم‌نگاه               | محمدحسین شفاعتیان                     | شیراز          | ۱۳۷۶            | جمهوری اسلامی ایران |
| گوهر                  | زهرا محزون                            | شیراز          | ۱۳۷۶            | جمهوری اسلامی ایران |
| جهان                  | ابراهیم زرین‌کلاه                      | اقلید          | ۱۳۷۷            | جمهوری اسلامی ایران |
| سروقامتان             | سپاه پاسداران                         | سروستان        | ۱۳۷۷            | جمهوری اسلامی ایران |
| شیراز                 | خسرو شمسایی                           | شیراز          | ۱۳۷۷            | جمهوری اسلامی ایران |
| عصر اوز               | محمد عسلی                             | اوز            | ۱۳۷۷            | جمهوری اسلامی ایران |
| عصر پنجشنبه           | محمد عسلی و شهریار مندنی‌پور           | شیراز          | ۱۳۷۷            | جمهوری اسلامی ایران |
| وحدت لارستان          | محمدحسین نخبةالفقهایی                 | لار            | ۱۳۷۷            | جمهوری اسلامی ایران |
| پارس                  | کوروش کمالی سروستانی                  | شیراز          | ۱۳۷۷            | جمهوری اسلامی ایران |
| شاخه طوبی             | عبدالحمید فرزانه                      | لامرد          | ۱۳۷۸            | جمهوری اسلامی ایران |
| مجله دندانپزشکی       | دانشگاه علوم پزشکی شیراز              | شیراز          | ۱۳۷۸            | جمهوری اسلامی ایران |
| گزارش                 | مصطفی شریفی                           | شیراز          | ۱۳۷۸            | جمهوری اسلامی ایران |
| تحقیقات دامپزشکی      | دانشکده دندانپزشکی دانشگاه شیراز      | شیراز          | ۱۳۷۹            | جمهوری اسلامی ایران |
| تحقیقات پزشکی         | دانشگاه علوم پزشکی شیراز              | شیراز          | ۱۳۷۹            | جمهوری اسلامی ایران |
| علوم بهداشتی          | دانشگاه علوم پزشکی شیراز              | شیراز          | ۱۳۷۹            | جمهوری اسلامی ایران |
| فرهنگ فارس            | اداره فرهنگ و ارشاد اسلامی استان فارس | شیراز          | ۱۳۷۹            | جمهوری اسلامی ایران |
| آپاتیه                | مجید خاکسار                           | آباده          | ۱۳۸۰            | جمهوری اسلامی ایران |
| صدیقین                | انجمن خیریه صدیقین                    | شیراز          | ۱۳۸۰            | جمهوری اسلامی ایران |
| صنعت و مطبوعات        | جمعی از مدیران صنایع استان فارس       | شیراز          | ۱۳۸۰            | جمهوری اسلامی ایران |
| نگین کوهستان          | محمدرضا دیده‌بان اردکانی               | سپیدان         | ۱۳۸۰            | جمهوری اسلامی ایران |
| نینوا                 | مؤسسه خیریه ابوالفضل عباس             | شیراز          | ۱۳۸۰            | جمهوری اسلامی ایران |
| هم‌سخن                 | مرتضی قاسمیان نژادجهرمی               | جهرم           | ۱۳۸۰            | جمهوری اسلامی ایران |
| کلک دیرین             | انجمن خوشنویسان شیراز                 | شیراز          | ۱۳۸۰            | جمهوری اسلامی ایران |
| روزبهان               | شورای اسلامی شهر خنج                  | خنج            | ۱۳۸۱            | جمهوری اسلامی ایران |
| عصر الکترونیک         | اشکان آتشی                            | شیراز          | ۱۳۸۱            | جمهوری اسلامی ایران |
| عصر نی‌ریز             | محمد عسلی                             | نی‌ریز          | ۱۳۸۱            | جمهوری اسلامی ایران |
| نوای همفکری           | اداره شیلات فارس                      | شیراز          | ۱۳۸۱            | جمهوری اسلامی ایران |
| افسانه                | محمدامین رسول‌اف                       | شیراز          | ۱۳۸۲            | جمهوری اسلامی ایران |
| تخت جمشید             | عباس زارع                             | مرودشت         | ۱۳۸۲            | جمهوری اسلامی ایران |
| سامانه فسا            | شهرداری فسا                           | فسا            | ۱۳۸۲            | جمهوری اسلامی ایران |
| شهر صدرا              | علی اسدزاده                           | شیراز          | ۱۳۸۲            | جمهوری اسلامی ایران |
| علوم دارویی           | انجمن علوم دارویی                     | شیراز          | ۱۳۸۲            | جمهوری اسلامی ایران |
| پارسیان               | سیمین بهروزی                          | شیراز          | ۱۳۸۲            | جمهوری اسلامی ایران |
| استخر                 | عنایت‌الله رحیمی                       | مرودشت         | ۱۳۸۳            | جمهوری اسلامی ایران |
| دبیرستانی‌ها           | علی‌رضا سیاح                           | شیراز          | ۱۳۸۳            | جمهوری اسلامی ایران |
| درج استهبان           | مهدی مخبری                            | استهبان        | ۱۳۸۳            | جمهوری اسلامی ایران |
| مجله ایمونولوژی ایران | انجمن متخصصین علوم دارویی             | شیراز          | ۱۳۸۳            | جمهوری اسلامی ایران |
| مرودشت                | محبت‌الله زارع                         | مرودشت         | ۱۳۸۳            | جمهوری اسلامی ایران |
| ندای فرهنگیان         | کانون فرهنگیان شیراز                  | شیراز          | ۱۳۸۳            | جمهوری اسلامی ایران |
| نسخه سبز              | بیمارستان مرکزی شیراز                 | شیراز          | ۱۳۸۳            | جمهوری اسلامی ایران |
| همگام                 | فرزانه طالبی                          | شیراز          | ۱۳۸۳            | جمهوری اسلامی ایران |
| کادوسه                | انجمن پزشکان عمومی فارس               | شیراز          | ۱۳۸۳            | جمهوری اسلامی ایران |
| با شما                | محمدجواد زیبایی‌نژاد                   | شیراز          | ۱۳۸۴            | جمهوری اسلامی ایران |
| بیشابور               | موسی مطهری‌زاده                        | کازرون         | ۱۳۸۴            | جمهوری اسلامی ایران |
| سخن ایل               | منوچهر کیانی                          | شیراز          | ۱۳۸۴            | جمهوری اسلامی ایران |
| صحبت نو               | عبدالحمید قریب‌نواز                    | شیراز          | ۱۳۸۴            | جمهوری اسلامی ایران |
| صدای شهر              | محمدرضا رحمانی                        | فیروزآباد      | ۱۳۸۴            | جمهوری اسلامی ایران |
| صفوت                  | حسن بادنج                             | شیراز          | ۱۳۸۴            | جمهوری اسلامی ایران |
| عصر مرودشت            | محمد عسلی                             | مرودشت         | ۱۳۸۴            | جمهوری اسلامی ایران |
| فروز                  | خانم مهران طالع                       | شیراز          | ۱۳۸۴            | جمهوری اسلامی ایران |
| پسین کوهپایه          | امیدعلی معزی                          | لارستان        | ۱۳۸۴            | جمهوری اسلامی ایران |
| پیام ارسنجان          | حسین نعمتی                            | ارسنجان        | ۱۳۸۴            | جمهوری اسلامی ایران |
| مجله اردیبهشت         | حمیدرضا حدائق                         | شیراز          | ۱۳۹۰            | جمهوری اسلامی ایران |
| فارسنامه              | جمشید آراسته                          | شیراز          | ۱۳۹۳            | جمهوری اسلامی ایران |